# مارکو نوواکوویچ
مارکو نوواکوویچ (سیریلیک صربی: Марко Новаковић؛ زادهٔ ۴ ژانویهٔ ۱۹۸۹) قایقران کانو اهل صربستان است.
وی در مسابقات کشوری و بین‌المللی در مجموع برندهٔ ۴ مدال طلا، ۳ مدال نقره، ۴ مدال برنز شده‌است.